# Зеленопольский (Краснодарский край)
Зеленопольский — посёлок в Карасунском внутригородском округе города Краснодара. Входит в состав Пашковского сельского округа.

## География
Находится в 10 км к северо-востоку от Краснодара.

## История
Поселок Зеленопольский получил настоящее название в 1977 году.

## Население
| 2002 | 2010 |
| ---- | ---- |
| 332  | ↗771 |